# HYPK
HYPK (англ. Huntingtin interacting protein K) – білок, який кодується однойменним геном, розташованим у людей на 15-й хромосомі. Довжина поліпептидного ланцюга білка становить 129 амінокислот, а молекулярна маса — 14 665.
| 10         |  | 20         |  | 30         |  | 40         |  | 50         |
| ---------- |  | ---------- |  | ---------- |  | ---------- |  | ---------- |
| MRRRGEIDMA |  | TEGDVELELE |  | TETSGPERPP |  | EKPRKHDSGA |  | ADLERVTDYA |
| EEKEIQSSNL |  | ETAMSVIGDR |  | RSREQKAKQE |  | REKELAKVTI |  | KKEDLELIMT |
| EMEISRAAAE |  | RSLREHMGNV |  | VEALIALTN  |  |            |  |            |

A: Аланін

D: Аспарагінова кислота

E: Глутамінова кислота

G: Гліцин

H: Гістидин

I: Ізолейцин

K: Лізин

L: Лейцин

M: Метіонін

N: Аспарагін

P: Пролін

Q: Глутамін

R: Аргінін

S: Серин

T: Треонін

V: Валін

Кодований геном білок за функцією належить до фосфопротеїнів. 
Задіяний у такому біологічному процесі, як альтернативний сплайсинг. 
Локалізований у цитоплазмі, ядрі.